# Norman Osborn
Norman Virgil Osborn è un personaggio dei fumetti statunitensi pubblicati dalla Marvel Comics. Creato da Stan Lee e Steve Ditko, è stato concepito come la prima e più nota incarnazione del supercriminale Goblin; è uno dei cattivi più duraturi e più importanti dell'Uomo Ragno, spesso considerato la sua nemesi e uno dei suoi tre acerrimi nemici, insieme al Dottor Octopus e a Venom.
Norman Osborn è rappresentato come un multimilionario e un industriale sociopatico, capo del conglomerato scientifico Oscorp e padre di Harry Osborn, il migliore amico di Peter Parker nell'universo originale. Norman, in parte come reazione alla morte di sua moglie, mantiene un carattere freddo ed è ossessionato dall'ottenere più potere possibile. Di conseguenza, tratta con freddezza il figlio e favorisce apertamente Peter per il suo intelletto, portando Harry a cercare spesso di compensare. Nella sua storia, Norman fu esposto ad un composto chimico sperimentale che aumentò le sue capacità fisiche e il suo intelletto a scapito della sua sanità mentale. Come Goblin, ha adottato un equipaggiamento a tema Halloween, composto da un costume da goblin, un aliante a forma di pipistrello e armi come granate simili a zucche, per terrorizzare New York City.
Ha avuto un ruolo in molte delle storie più importanti dell'Uomo Ragno, tra cui La notte in cui morì Gwen Stacy e la Saga del clone. Pur essendo fondamentalmente un nemico dell'Uomo Ragno, è spesso entrato in conflitto con Iron Man, Capitan America e altri eroi dell'universo Marvel. In alcune occasioni ha collaborato con altri supercriminali, ma la sua irrefrenabile sete di potere ha sempre portato al crollo di tali temporanee alleanze. Durante gli eventi di Assedio, ha rivestito i panni di Iron Patriot.
Il personaggio è entrato in varie liste dei migliori cattivi ed è ritenuto il peggiore nemico dell'Uomo Ragno e uno dei più grandi cattivi dei fumetti di tutti i tempi. La popolarità del personaggio lo ha visto apparire in vari media correlati.

## Storia editoriale
La creazione del personaggio è accreditata alla collaborazione tra l'editore e capo sceneggiatore della Marvel Comics Stan Lee e l'artista Steve Ditko: secondo Ditko, l'idea di Lee per le origini del Goblin vedeva una troupe cinematografica rinvenire un sarcofago contenente un antico demone mitologico, ovvero il Goblin; sarebbe stato Ditko a rendere il Goblin un essere umano.
Il Goblin debuttò in The Amazing Spider-Man n. 14 e la sua popolarità portò gli autori a renderlo un cattivo ricorrente. Inizialmente la sua vera identità era sconosciuta, e fu solo in seguito al successo avuto che si decise fosse importante rivelare chi fosse dietro la maschera. Secondo Stan Lee e John Romita Sr. (sostituto di Ditko), Lee aveva sempre voluto che il Goblin fosse qualche conoscente di Peter Parker, mentre Ditko avrebbe voluto che la sua identità civile fosse quella di un nuovo personaggio, dato che sarebbe stato più "realistico". Lee spiegò che tale scelta gli parve sbagliata in quanto sarebbe stato come "ingannare" i lettori, anche se, in precedenza, ammise che, a causa della sua scarsa memoria, potrebbe aver confuso il Goblin con un altro personaggio e in un'altra occasione affermò di non ricordarsi se fosse stato lui o Ditko ad avere l'idea. Esistono versioni discordanti su chi abbia avuto l'idea di rendere il Goblin l'identità segreta di Norman Osborn tra Lee e Ditko. Quest'ultimo ritenne che sia stata una propria idea e affermò che sebbene, Osborn sia stato presentato per nome solo in The Amazing Spider-Man n. 37, aveva disegnato sullo sfondo nel numero 23 un personaggio che avrebbe dovuto essere Osborn. Effettivamente, lo stesso personaggio senza nome appare come un uomo d'affari amico di J. Jonah Jameson in diversi numeri successivi prima di essere presentato formalmente come Norman Osborn.
Ditko lasciò la serie di The Amazing Spider-Man con il numero 38, subito dopo la rivelazione che Norman fosse il padre di Harry Osborn. Il primo numero senza Ditko vede il Goblin venire smascherato; Romita Sr. ritenne che questo derivò dal fatto che Lee non avrebbe accettato il fatto che Ditko avrebbe reso la vera identità del Goblin quella di un altro personaggio.
Nella celebre storia La notte in cui morì Gwen Stacy, Goblin uccide Gwen Stacy, la ragazza di Peter Parker, e successivamente muore combattendo l'Uomo Ragno. In seguito, il fumettista Gerry Conway rese Harry Osborn, figlio di Norman, la nuova incarnazione del Goblin, dal momento che non aveva mai avuto reale intenzione di sbarazzarsi del criminale dal punto di vista ideologico. I fan hanno ben accolto tale decisione, osservando che Harry fosse più intimidatorio di quanto non fosse mai stato suo padre. Successivamente, Roger Stern introdusse il criminale Hobgoblin per sostituire il Goblin come principale nemico dell'Uomo Ragno.

### Il ritorno
Durante la Saga del clone, venne effettuato un retcon per stabilire che Norman fosse sopravvissuto agli eventi de La notte in cui morì Gwen Stacy, continuando ad avere di nascosto un ruolo importante nelle vicende dell'Uomo Ragno: durante la pubblicazione della saga, molti lettori espressero disappunto alla decisione di sostituire Peter Parker con il suo clone Ben Reilly, pertanto i fumettisti rivelarono che uno degli acerrimi nemici dell'eroe avesse manipolato gli eventi da dietro le quinte. Inizialmente si pensò di usare Mefisto, ma si ritenne più appropriato usare un personaggio non mistico. Si suggerì, quindi, che il cyborg zombificato Gaunt si rivelasse essere Harry Osborn, in precedenza ucciso in The Spectacular Spider-Man n. 200
Gaunt venne introdotto nella controversa trama come espediente narrativo attraverso il quale riportare in vita Harry. Quest'ultimo avrebbe riacquistato il suo corpo umano e si sarebbe preso il merito di aver indotto Peter a credere di essere un clone e avrebbe assunto l'identità del Goblin. Tuttavia, tale trama venne respinta dal neo caporedattore Bob Harras e si optò per rendere Norman la mente dietro il piano. Al termine della Saga del clone, Goblin tornò ad essere la nemesi dell'Uomo Ragno, apparendo come principale antagonista di diversi archi narrativi.
Osborn ritorna in Peter Parker: Spider-Man n.75 e viene apparentemente ucciso nella storia, salvo tornare in The Spectacular Spider-Man n. 250, dove viene mostrato che è tornato alla sua vita civile. Anche quando non adopera l'identità del Goblin, Osborn continua ad attaccare l'Uomo Ragno attraverso scagnozzi e campagne diffamatorie volte a screditare l'eroe.

### Nuovi ruoli
Quando l'Uomo Ragno rivela la sua identità pubblica durante gli eventi di Civil War, Osborn viene arrestato a Parigi dagli agenti dello S.H.I.E.L.D.. Al termine dell'arco narrativo, Warren Ellis iniziò a scrivere Thunderbolts, incentrato sull'omonimo gruppo di supercriminali costretti ad agire per il bene comune; Norman fu uno dei personaggi suggeriti a Ellis, il quale lo scelse come leader della squadra pur ammettendo di non avere molta familiarità con il personaggio.
Nella conclusione della serie di Secret Invasion, Osborn si prende il merito della sconfitta degli Skrull uccidendo la loro regina; questo portò il personaggio ad essere collocato in una posizione altamente influente nel governo, dando il via agli eventi di Dark Reign. Sebbene tale oscura svolta sia sempre stata programmata per la trama, lo scrittore di Secret Invasion Brian Michael Bendis affermò che il ruolo principale di Osborn fu scelto in seguito ai cambiamenti apportati da Ellis.
Nel frattempo, la scrittura di Thunderbolts fu assunta da Andy Diggle, il quale introdusse dei nuovi personaggi che facessero da servizi segreti a Osborn; disse che "[Osborn] Citando il film Speed, è pazzo, non stupido. È chiaramente dotato di un'intelligenza feroce e un leader nato, con l'ego e la spinta competitiva necessari per avere successo contro ogni previsione. Ed è anche totalmente fuori di testa. [...] Peso che il segreto per capire Norman sia che non si rende conto di essere il cattivo. Pensa di essere l'eroe. Crede davvero di meritare l'adulazione pubblica, e lo infastidisce a morte che i cosiddetti 'supereroi' la ottengano al posto suo".
Osborn appare come un personaggio regolare nella serie Oscuri Vendicatori dal numero 1 (marzo 2009) al numero 16 (giugno 2010), così come nella miniserie Assedio, che vede Norman essere arrestato per i suoi crimini in seguito agli eventi della guerra civile.
Norman e i Thunderbolts compaiono successivamente in una storia che li vede fronteggiare l'Uomo Ragno e il Venom originale. Con l'alterazione del passato di Peter Parker a opera di Mefisto, la storia di Norman viene visibilmente alterata: a causa della sua preoccupazione per la salute mentale di Harry dopo aver assunto i panni del Goblin, organizza una simulazione della morte di Harry con l'aiuto di Mysterio e cerca di convincere il figlio a diventare un eroe così da poterlo uccidere. Viene anche rivelato che Norman ha avuto un rapporto con la supercriminale Menace, ex ragazza di Harry, credendo pertanto che il figlio portato in grembo dalla donna sia suo.
Successivamente è stata pubblicata una miniserie in cinque numeri, scritta dalla scrittrice Kelly Sue DeConnick e dall'artista Emma Rios, la cui trama è ambientata in parallelo a quella dei Nuovi Vendicatori n. 17–24 e The Avengers vol. 4 n.18-24, in cui Osborn forma una nuova versione degli Oscuri Vendicatori e ottiene dei nuovi poteri, trasformandosi in un Super-Adattoide.

## Biografia del personaggio

### Primi anni
Norman Osborn nacque a New Haven, nel Connecticut, figlio del ricco industriale Amberson Osborn. Brillante studente in campo scientifico, Amberson divenne alcolizzato dopo aver perso il controllo della sua azienda manifatturiera e del suo patrimonio, e divenne fisicamente violento nei confronti della sua famiglia. Norman arrivò presto a disprezzare suo padre, decidendo di diventare un capofamiglia migliore mentre, al tempo stesso, sviluppò precocemente tendenze omicide come mezzo per alleviare lo stress degli abusi subiti dal genitore.
Amberson, nel tentativo di indurirlo, lo rinchiuse in una stanza buia, costringendo Norman ad affrontare l'oscurità e lo fece rimanere lì durante una notte tempestosa. L'esperienza traumatizzò Norman, che, spaventato dal buio, ebbe la visione di una creatura verde simile a un goblin. La sua creatura immaginaria era così orribile che lo spaventò facendogli capire che l'oscurità era meglio della luce. Questo rese Norman più forte e impavido nel corso degli anni, ignorando che sarebbe diventato lui stesso l'incarnazione di quel mostro.
Al college, Norman studiò chimica, economia aziendale e ingegneria elettrica; nello stesso periodo incontrò e si fidanzò con la donna che successivamente diventa sua moglie, con cui avrà un figlio: Harold "Harry" Osborn. Con l'aiuto del suo professore universitario Mendel Stromm, Norman co-fonda l'azienda di tecnologia della difesa Oscorp Industries, affermandosi come CEO e presidente. L'industria ottiene un enorme successo, permettendo a Norman di riacquistare la ricchezza perduta durante l'infanzia. Tuttavia, sua moglie si ammala e muore quando Harry ha appena un anno: lo stress per l'accaduto spinge Norman a lavorare di più, portandolo a trascurare emotivamente Harry.
Sperando di ottenere un maggiore controllo della Oscorp Industries, Osborn incastrò Stromm di appropriazione indebita, così da farlo arrestare e vendere le sue azioni. Frugando tra i beni del suo ex mentore, Norman scopre una formula sperimentale che permette un notevole aumento della forza e dell'intelligenza. Nel tentativo di creare il siero, questo diventa verde e gli esplode in faccia. Nonostante l'incidente, il composto ha aumentato la sua intelligenza e le sue capacità fisiche come previsto, ma ha anche l'effetto collaterale di portarlo alla follia autodistruttiva, proprio come suo padre Amberson, e accentuò la sua megalomania, spingendolo a voler diventare un grande criminale.

### Il Goblin

Goblin sotto le vesti di Norman Osborn, disegni di Kane/Romita Sr.

Norman adotta l'identità segreta del Goblin con l'obiettivo di diventare il capo del crimine organizzato di New York e ritiene di poter consolidare la sua posizione eliminando il supereroe cittadino noto come l'Uomo Ragno. Agendo da solo come il Goblin, o attraverso l'impiego di altri criminali, Osborn crea ripetutamente guai all'eroe, senza però riuscire a sconfiggerlo. Nel frattempo, Stromm esce di prigione e cerca di vendicarsi di Norman usando un esercito di robot; Norman viene salvato dall'Uomo Ragno e Stromm apparentemente muore per un attacco di cuore.
Osborn decide di scoprire l'identità segreta della sua nemesi, pertanto espone l'Uomo Ragno a un gas che neutralizza temporaneamente il suo senso del ragno, permettendo al Goblin di seguirlo di nascosto. Apprende in questo modo che l'Uomo Ragno è Peter Parker, uno studente universitario e compagno di classe di suo figlio. Dopodiché lo rapisce portandolo in un suo nascondiglio sul lungomare. Dopo essersi smascherato in un impeto di orgoglio per la sua vittoria, Norman viene indotto da Parker a raccontargli come è diventato il Goblin e il ragazzo approfitta del tempo per liberarsi. Nella battaglia che ne segue, l'Uomo Ragno fa cadere accidentalmente Osborn contro una massa di cavi elettrici, cancellandogli i ricordi più recenti a causa dello shock elettrico. Provando pena per la sua nemesi e desiderando evitare la vergogna che si abbatterebbe sulla famiglia Osborn (in particolare al migliore amico di Peter, Harry) se la verità venisse a galla, Parker distrugge il costume di Goblin nell'incendio derivato dallo scontro, raccontando alle autorità che Osborn ha perso la memoria quando lo ha aiutato a sconfiggere il Goblin.
Osborn viene tormentato dai ricordi repressi del Goblin e dell'Uomo Ragno e, assistendo a una presentazione sui supercriminali del capitano della polizia George Stacy, gli viene ripristinata la memoria. Questo porta Norman a riassumere i panni del Goblin e a prendere di mira gli amici e l'anziana zia di Parker, finché non rimane vittima di una delle sue stesse "bombe psichedeliche" e subisce nuovamente una ricaduta di amnesia.
A Norman torna la memoria imbattendosi in un vecchio nascondiglio del Goblin. Il ricovero in ospedale di Harry a causa di un'overdose di droghe sciocca Osborn al punto che, dopo aver perso e riacquistato i ricordi ancora una volta, indossa nuovamente le vesti del Goblin per attaccare l'Uomo Ragno più duramente di quanto abbia mai fatto: rapisce Gwen Stacy, la fidanzata di Parker, portandola su un ponte, e riesce a causare la morte della ragazza nonostante il tentativo dell'Uomo Ragno di salvarla. L'evento traumatizza profondamente Peter, il quale, ossessionato dal desiderio di vendicarsi, segue Goblin nel suo nascondiglio, sebbene riesca a desistere all'ultimo dall'uccidere il criminale. Osborn cerca di approfittare della situazione per uccidere Peter colpendolo da dietro con il suo aliante, ma l'eroe riesce a schivarlo e Norman muore trafitto dal proprio velivolo.

### Il ritorno
Mentre il corpo di Osborn giace nell'obitorio, si scopre che la formula del Goblin gli ha fornito un fattore di guarigione mai manifestatosi prima, che lo riporta in vita. Suo figlio Harry intanto corrompe il medico legale facendogli falsificare l'autopsia, e mantiene così segreta l'identità del padre riguardo al Goblin. Per continuare poi a far credere a tutti che sia morto, Osborn uccide un senzatetto dal fisico simile al suo, così da rubargli i vestiti e sostituire il proprio corpo. Norman, guarito dagli attacchi amnesici, fugge in Europa per muoversi liberamente e inosservato. Approfitta della lontananza per orchestrare diverse trame sempre volte a danneggiare Peter Parker e l'Uomo Ragno, tra cui la sostituzione di May Parker con un'attrice geneticamente modificata e (dopo le manipolazioni temporali di Mefisto) il far credere a tutti che Harry fosse morto.
Attraverso la sua fortuna, Osborn riesce a costruirsi una vasta rete di criminali, spie e colleghi vari per farsi aiutare a progettare un complesso e meticoloso piano volto a distruggere la vita dell'Uomo Ragno. Diventa il leader della cabala Scrier, usando come pedine Seward Trainer, Judas Traveller, lo Sciacallo e il cyborg Gaunt, i quali ingannano Parker facendogli credere di essere un clone di sé stesso creato dallo Sciacallo, mentre il vero clone, ovvero Ben Reilly, in realtà sarebbe l'Uomo Ragno originale. Frustrato dalla perseveranza di Peter nonostante le sofferenze patite, ad Halloween Osborn rivela pubblicamente di essere ancora vivo e ingaggia una battaglia con l'eroe. Norman tenta nuovamente di uccidere Peter impalandolo con il suo aliante, ma Reilly si sacrifica per salvare Parker e il suo corpo si deteriora rapidamente, facendo capire a Peter di essere l'originale. Allo stesso tempo, Osborn infligge un altro duro colpo a Parker provocando la morte apparente della figlia neonata di Peter e di sua moglie Mary Jane Watson.
Tornato alla sua posizione di potere precedente, Osborn riprende il controllo della sua attività e acquista il Daily Bugle, umiliando il suo ex amico J. Jonah Jameson togliendogli il controllo del suo stesso giornale; inoltre, tormenta il giornalista Ben Urich chiedendo una ritrattazione della denuncia fatta ai suoi danni come Goblin, fornendo false prove che dimostrerebbero che non ha mai indossato i panni del supercriminale. Norman approfitta anche della situazione per torturare sadicamente Parker, ricordandogli costantemente il dolore che gli ha inflitto nel corso degli anni e alludendo minacciosamente a quello che potrebbe fargli in futuro; l'accumulo di pressione spinge l'Uomo Ragno ad aggredire selvaggiamente Osborn in diretta televisiva. Questo, combinato al fatto che Norman convince Trapster a incastrare l'eroe per omicidio, porta l'Uomo Ragno a diventare latitante. Peter adotta delle nuove identità, così da convincere Trapster a smascherare il piano di Osborn e a far credere a tutti che l'individuo che ha picchiato Osborn fosse un impostore.
Per qualche tempo Osborn smette di indossare i panni del Goblin, assumendo altre persone che si mostrino pubblicamente in tali vesti per deviare i sospetti che lui possa essere il supercriminale. Una di queste persone, travestita da Goblin, rapisce il nipote di Norman e si scontra con l'Uomo Ragno, sebbene quest'ultimo sia ancora ricercato e ferito. Nel frattempo, Osborn avvia un'acquisizione ostile dell'azienda di Roderick Kingsley come rappresaglia nei suoi confronti per aver sfruttato l'arsenale e l'immagine del Goblin. Mentre Phil Urich veste i panni del Goblin per conto di Norman, quest'ultimo si unisce a un culto nella speranza di ottenere uno dei cinque doni: Potere, Conoscenza, Immortalità, Pazzia o Morte. Osborn spera di ottenere il Potere, ma si guadagna la Pazzia, che peggiora la sua già grave instabilità mentale, portandolo a minacciare il mondo con delle bombe. Allo stesso tempo, Peter scopre che la vera May è ancora viva; l'eroe affronta e sconfigge facilmente Norman, in preda a delle allucinazioni deliranti. Ciò nonostante, Osborn viene prelevato dalla custodia dai suoi scagnozzi.
Alcuni mesi dopo, Osborn ha riacquistato parzialmente stabilità mentale grazie a dei farmaci. Vedendo in Parker il figlio che ha sempre desiderato, decide di passargli il ruolo di Goblin attraverso la tortura, fallendo. Successivamente, Norman fa ubriacare Flash Thompson e lo spinge a guidare un camion nel liceo, incidente che provoca danni cerebrali a Thompson, il tutto per spingere Parker ad infuriarsi al punto di ingaggiare con Goblin un'ultima battaglia. Durante tale confronto, Peter, sfinito emotivamente, dichiara una tregua con Osborn.
Dopo che Osborn ha ucciso un giornalista del Daily Bugle, Jessica Jones indaga e scopre che Osborn sta continuando a ricoprire i panni del Goblin, esponendolo pubblicamente. Norman combatte l'Uomo Ragno e Luke Cage, dopodiché viene arrestato e mandato in prigione per la prima volta. Pur incarcerato, Osorn continua a tramare contro l'Uomo Ragno e assume Mac Gargan per ricoprire i panni dello Scorpione e rapire May, così da ricattare Peter per costringerlo a far evadere Norman. L'eroe accetta con riluttanza e libera Osborn con l'aiuto di Gatta Nera, trovando ad attenderlo dodici dei suoi più grandi avversari, radunati da Osborn. Tuttavia, allo stesso tempo Mary Jane contatta lo S.H.I.E.L.D., quindi in aiuto all'Uomo Ragno sopraggiungono Capitan America, Iron Man, il Calabrone, Devil e i Fantastici Quattro. Goblin riesce a fuggire e rapisce Mary Jane portandola sul George Washington Bridge, con l'intento di replicare l'uccisione di Gwen Stacy, ma interviene il Dottor Octopus e l'Uomo Ragno salva Mary Jane, riuscendo poi a rintracciare anche May. Viene rivelato che Osborn aveva inviato a Peter una lettera in cui lo ringraziava per aver dato uno scopo e un significato alla sua vita, ma Parker non l'ha mai ricevuta essendosi trasferito.
Anni dopo la morte di Gwen, viene rivelato che la ragazza, prima di morire, era rimasta incinta di due gemelli, avuti dopo una notte passata con Osborn. Quest'ultimo, pertanto, l'aveva uccisa non solo per vendicarsi dell'Uomo Ragno, ma anche per evitare un eventuale scandalo nel caso lei avesse rivelato la loro relazione e per crescere da solo i bambini come sue eredi ideali. L'unica a saperlo è Mary Jane, ragion per cui disprezzava Osborn anche prima di scoprire che lui fosse il Goblin. I gemelli, chiamati Gabriel e Sarah, crescono rapidamente a causa della formula di Goblin nei loro geni e Osborn li spinge a nutrire ostilità per Peter, dicendo loro che è il loro padre biologico responsabile della morte di Gwen e di averli abbandonati. Parker apprende la verità sui gemelli da Mary Jane e riesce a spiegare a Sarah la verità, mentre Gabriel la apprende da solo attraverso un filmato trovato in uno dei nascondigli di Goblin. Peter arresta il processo di crescita di Sarah con una trasfusione del proprio sangue, invece Gabriel stabilizza la propria età usando una variazione della formula del Goblin, impazzendo nel procedimento. Questi eventi subiscono un retcon durante l'arco narrativo di Sinister War, in cui una versione IA di Harry Osborn rivela di aver pianificato di vendicarsi di suo padre e di Peter, creando i gemelli in laboratorio con l'aiuto di Stromm e usando Mysterio per indurre Norman e Mary Jane a credere che Gwen avesse tradito Parker con Norman; in realtà Sarah e Gabriel crescono rapidamente per via di problemi di clonazione, salvo migliorare quando Harry li manda a combattere Norman e Spider-Man.

### H.A.M.M.E.R e gli Oscuri Vendicatori
A Osborn vengono prescritti dei farmaci per il suo stato mentale e lui cerca di prendere le distanze dall'identità del Goblin. Durante la guerra civile tra i Vendicatori in seguito all'approvazione dell'Atto di Registrazione dei Superumani, Norman diventa il leader dei Thunderbolts, una squadra di criminali "riformati" che si occupano di arrestare gli eroi che si oppongono alla registrazione. Norman incarica il gruppo di ci catturare o uccidere Spider-Man ma, dopo che Mefisto cambia la realtà, Harry torna nuovamente in vita e nessuno (Norman incluso) ricorda più la vera identità di Spider-Man.
Quando gli alieni Skrull invadono la terra, Osborn spara e uccide la regina Skrull Veranke in diretta nazionale. Questo lo porta ad essere acclamato come eroe e a diventare il nuovo direttore dell'organizzazione militare H.A.M.M.E.R. (rifacimento dello S.H.I.E.L.D.); ne approfitta per creare una propria formazione di eroi, gli Oscuri Vendicatori, composta in realtà da supercriminali che si spacciano per Vendicatori (Moonstone/Ms. Marvel, Bullseye/Occhio di Falco, Gargan/Spider-Man, Daken/Wolverine, Noh-Varr/Capitan Marvel più Ares e Sentry, che ha manipolato per farli passare dalla sua parte). Lui stesso si mette a capo della squadra nei panni di Iron Patriot, sfruttando un'armatura di Iron Man con i colori di Capitan America. Nel mentre, Osborn porta avanti la sua alleanza con la Cabala, composta dal Dottor Destino, Emma Frost, Namor, Loki e Hood; quest'ultima alleanza, però, cade rapidamente, in quanto Namor e Frost tradiscono la squadra per aiutare gli X-Men. I tentativi di Norman di estendere la sua autorità sono continuamente ostacolati dagli eroi; con la cancellazione dell'Atto di Registrazione, che impedisce a Osborn di accedere ai dati degli eroi, Norman assalta brutalmente l'infermo Tony Stark, incapace di difendersi in alcun modo. I Nuovi Vendicatori sono poi costretti a lasciare che Osborn catturi Cage, avendo bisogno di cure fisiche; la squadra rimuove poi il localizzatore impiantato da Norman in Luke, così da indurre Osborn a far saltare in aria la sua stessa casa nel tentativo di uccidere l'eroe.
Norman approccia Harry offrendogli un lavoro con gli Oscuri Vendicatori, sperando di renderlo il nuovo eroe "American Son". Harry trova una cura per la condizione di Lily Hollister, così da tenere al sicuro il loro figlio, ma Lily gli rivela che si tratta di uno stratagemma ideato da Norman per spingere Harry a prendere l'armatura di American Son, per poi farlo morire in circostanze tragiche, così da portare la popolazione a simpatizzare per Norman e i suoi Oscuri Vendicatori. Quando Lily svela anche che il bambino non è di Harry, ma di Norman, Harry affronta il padre nei rispettivi panni di American Son e Iron Patriot. Durante lo scontro, Norman ed Harry si rinnegano reciprocamente, finché Harry non sconfigge il padre. Spider-Man sopraggiunge e offre a Harry la possibilità di uccidere Norman decapitandolo, avvertendolo che tale azione lo renderebbe "il figlio che Norman ha sempre voluto". Harry ha un crollo e risparmia la vita a suo padre, allontanandosi da lui per sempre.
Osborn pianifica di invadere Asgard, che, per volere di Thor, si trova sospesa sull'Oklahoma. Per convincere il governo che Asgard rappresenti una minaccia alla Terra, Norman, su suggerimento di Loki, orchestra un attacco contro Volstagg a Chicago, che porta alla distruzione di uno stadio e all'uccisione di centinaia di persone. Pur non avendo la diretta approvazione del presidente, Norman mobilita gli Oscuri Vendicatori per guidare un assalto contro Asgard e Sentry fa precipitare il regno sulla Terra. Norman combatte contro il redivivo Capitan America e Stark disattiva l'armatura di Iron Patriot; quest'ultima, una volta rimossa, rivela che Norman ha il volto truccato di verde, in quanto la sua identità di Goblin ha preso il controllo. Osborn si terrorizza, affermando di essere l'unico in grado di controllare Sentry, il quale si scatena come l'entità inarrestabile del Void. Gli eroi riescono a contrastare Void, mentre Rogers mette fuori combattimento Rogers e cerca di fuggire, solo per essere catturato da Volstagg. Rinchiuso in un carcere di massima sicurezza, Osborn incolpa il suo alter ego Goblin per aver rovinato la sua possibilità di proteggere il mondo.
Trasferito in una base subacquea segreta del governo, Osborn usa un gruppo di seguaci chiamati "Culto del Goblin" per uscire di prigione con l'aiuto di alcuni senatori corrotti, salvo poi costituirsi dopo aver ucciso i suoi compagni di fuga, così da essere trasferito in una nuova prigione controllata dai membri del suo culto. Usando una nuova identità, Osborn pianifica di riottenere l'armatura di Iron Patriot e di fondare una nuova squadra di Oscuri Vendicatori, stavolta composta da June Covington/Scarlet, Ai Apaec/Spider-Man, Barney Barton/Occhio di Falco, Skaar/Hulk, Superia/Ms. Marvel, Gorgon/Wolverine e dalla replica dell'A.I.M. di Ragnarok/Thor. Durante il primo scontro del gruppo con i Nuovi Vendicatori, Norman rivela di essere il Super Adattoide, si proclama leader della sicurezza mondiale e ordina l'arresto dei Vendicatori per crimini di guerra. Skaar si rivela essere un agente segreto che tradisce Osborn, permettendo ai Vendicatori di sovraccaricare il corpo di Norman e mandarlo in coma. A.I.M e l'HYDRA si impossessano delle risorse di Osborn e l'H.A.M.M.E.R. viene sciolto. Dopo il ritorno di Hobgoblin a New York, si scopre che Norman è scomparso dall'ospedale in cui era ricoverato.

### Il Re Goblin
In seguito alla sconfitta dell'Avvoltoio da parte di Superior Spider-Man, Osborn si avvicina ai seguaci del criminale dichiarando che sconfiggerà l'eroe. Raduna una nuova squadra di scagnozzi (tutti scartati da bande di altri criminali) e assume l'identità di Re Goblin. I ninja della Mano sfuggiti alla cattura si uniscono al gruppo e rivela al telegiornale che Norman adesso è diventato il signore del crimine più importante di New York. Osborn libera Phil Urich dal carcere per farlo lavorare per lui, addestrandolo personalmente, poi indossa brevemente i panni di Hobgoblin.
Osborn apprende dal diario di Carlie Cooper che Superior Spider-Man è in realtà la mente del Dottor Octopus nel corpo dell'Uomo Ragno, quindi sottopone la donna alla formula del Goblin, trasformandola in Mostro per costringerla a rivelare la vera identità di Spider-Man. Successivamente, Norman uccide Hobgoblin, sebbene poi si scopre che è solo un servitore di Kingsley.
Sfruttando la dipendenza di Octavius dalla tecnologia, Osborn organizza un colpo di Stato a New York, poi affronta Superior Spider-Man e offre a Otto la possibilità di unirsi a lui. Octavius si rende conto di non poter vincere contro le risorse di Goblin e, avendo perso la fiducia nelle sue capacità, si sacrifica per ripristinare la mente dello Spider-Man originale, cosicché possa salvare la sua fidanzata Anna Maria Marconi. Osborn nota rapidamente che la personalità originale di Spider-Man ha preso il controllo e, nello scontro che ne segue, l'Uomo Ragno smaschera il criminale, apprendendo che ha cambiato i connotati del suo viso con un intervento chirurgico per cambiare identità come rispettabile uomo d'affari. Dopo essere stato sconfitto e privato dei poteri, Osborn riesce comunque a fuggire con l'aiuto di Liz Allen e si nasconde con l'intenzione di tornare per vendicarsi, apparentemente liberatosi dalla malattia mentale derivata dalla formula del Goblin.

### All New All Different Marvel
La posizione di Re Goblin viene assunta rapidamente da Phil Urich; successivamente, un misterioso individuo con la faccia bendata inizia ad attaccare globalmente le Parker Industries vendendo armamenti basati su quelli del Goblin. L'uomo si rivela essere Norman, ancora vivo dopo gli eventi di Secret Wars e sempre intenzionato a vendicarsi di Spider-Man. Osborn rivela anche di aver avuto un ruolo nel colpo di Stato a Symkaria. Sottoponendosi a una nuova operazione di chirurgia plastica, riacquista parzialmente i suoi precedenti lineamenti fusi a quelli del Goblin; è intenzionato a di distribuire una versione modificata della formula Goblin per trasformare il Paese in un esercito di soldati al suo servizio.
Durante un altro scontro con Spider-Man, sfrutta delle sostanze gassose per inibire i suoi poteri e i suoi gadget, ma l'eroe riesce ugualmente a sconfiggerlo. Osborn fugge e conclude di essere in grado di sconfiggere Spider-Man solo quando attinge ai suoi demoni interiori, decidendo pertanto di ripristinare i suoi poteri.

### Go Down Swinging
Come prima parte del suo piano per riavere i poteri, Osborn ruba il simbionte di Carnage da un magazzino abbandonato dello S.H.I.E.L.D., approfittando della distrazione di Spider-Man con il ritorno di Zodiaco. Osborn viene posseduto dal simbionte e inizialmente viene colto dall'impulso irrefrenabile di uccidere, prima di convincere il simbionte a cedergli il controllo per provare qualcosa di diverso dal solito massacro insensato. Norman rapisce e tortura Jameson per ottenere informazioni su Spider-Man e uccide il nuovo Re Goblin quando prova a fare irruzione in una delle sue basi. Vedendo Osborn nei panni del Goblin, Jameson gli rinfaccia che neanche uccidere Gwen Stacy ha impedito a Spider-Man di continuare a combatterlo, al che Norman ricorda che la vera identità dell'eroe è Peter Parker. Il criminale attacca il Daily Bugle e combatte l'Uomo Ragno, assumendo la nuova forma del Red Goblin, frutto della fusione tra il simbionte Carnage e il Goblin. Dopo essere riuscito a ferire Spider-Man, Osborn gli offre una scelta: se smetterà di agire nei panni di Spider-Man Norman lascerà stare Parker, ma, se rivedrà l'eroe in giro, ucciderà tutte le persone vicine a Peter. L'eroe finge di arrendersi bruciando il suo costume, ma segretamente pianifica di sconfiggere Norman nei panni di Peter Parker. Peter contatta vari eroi alleati tra cui la Torcia Umana, Clash, Silk, Miles Morales e l'Agente Anti-Venom per sorvegliare i suoi amici e parenti, mentre Osborn si rivela immune alle debolezze tradizionali di Carnage, ovvero il fuoco e gli ultrasuoni. Peter viene curato dall'Agente Anti-Venom per tornare in azione, mentre Osborn fonde una parte di Carnage con suo nipote Normie, così da creare un altro Red Goblin più piccolo.
Normie dà la caccia a May, ma in aiuto di quest'ultima giungono Superior Octopus e Jameson, i quali vengono sconfitti da Norman. Successivamente, Osborn cerca di uccidere Liz lanciandola da una finestra e Normie, assistendo all'accaduto, si rivolta contro il nonno. Norman rivela a Spider-Man di aver infettato May e Mary Jane con frammenti del simbionte Carnage, minacciando di ucciderle inviando tale sostanza al loro cervello. Flash, che nel frattempo ha scoperto la vera identità di Spider-Man, rimuove il simbionte dai corpi di May e Mary Jane, poi combatte contro Norman, il quale uccide Thompson fulminandolo con la tecnologia da Goblin. Flash muore tra le braccia di Spider-Man e l'eroe affronta Goblin a Times Square, dove Red Goblin prende il sopravvento. Peter provoca Norman facendogli notare che, se dovesse ucciderlo mentre è posseduto dal simbionte, ad uccidere l'Uomo Ragno non sarebbe Goblin, ma Carnage e Cletus Kasady. I due si scontrano senza simbionti e Spider-Man prende il sopravvento; Norman implora Carnage di aiutarlo e Spider-Man apparentemente distrugge il simbionte facendo esplodere un serbatoio di benzina. Tuttavia, Carnage riesce a legarsi a Norman e questo danneggia ulteriormente la mente dell'uomo: rinchiuso ancora nel carcere Ravencroft, è convinto di essere Kasady e che Spider-Man sia Osborn.

### Absolute Carnage
Kasady inizia a dare la caccia a tutti gli ex ospiti dei simbionti per estrarre dei campioni di un codice rimasto in loro, con l'intento di risvegliare un dio simbionte, pertanto Spider-Man e Venom cercano di recuperare Osborn dal Ravencroft per testare una macchina in grado di estrarre i codici dagli ex ospiti, il quanto il Creatore teme eventuali effetti collaterali. Tuttavia, Carnage contagia gran parte dei pazienti della prigione e lo stesso Osborn, il quale si trasforma nuovamente in Carnage in quanto continua a credere di essere Kasady. Mentre Spider-Man tiene Normie Osborn e Dylan Brock al sicuro, si scopre che Kindred aveva fatto visita a Norman nel Ravencroft e aveva affermato di aver già sconfitto indirettamente Spider-Man, usando uno dei suoi millepiedi per riportare in sé Osborn. Norman sconfigge l'Uomo Ragno e Carnage si dirige verso Brock e Normie, ma l'eroe si riprende, sconfiggendo Osborn. Quest'ultimo riesce a fuggire durante lo scontro finale con Carnage e successivamente, ripresosi mentalmente, si unisce al Power Elite.
Norma riacquista la sua sanità mentale e incolpa il simbionte per le sue azioni, diventando il consulente del Ravencroft durante la sua ricostruzione per volere del sindaco Wilson Fisk. Uno dei suoi incarichi consiste nell'aiutare John Jameson a riacquistare l'abilità di trasformarsi nell'Uomo Lupo, così da usarlo come risorsa. Osborn ruba il diario di Jonas Ravencroft e lo consegna a J.A.N.U.S. e riesce a far trasformare Jameson nell'Uomo Lupo durante l'attacco degli Indesiderati. Il suo successo viene molto apprezzato dai leader del J.A.N.U.S.

### La resurrezione di Mangia Peccati eLast Remains
Wilson Fisk, ora sindaco, promuove Norman Osborn a nuovo direttore del Ravencroft, dove viene preso di mira dal risorto Mangiapeccati. L'esercito di quest'ultimo attacca la prigione e Norman viene salvato da Spider-Man. Mangiapeccati usa le sue abilità per rubare i poter di Mister Negative, mentre Osborn porta Spider-Man in un bunker nella sua vecchia cella, dove scopre che gli oggetti al loro interno sono spariti. Spiega all'eroe che progettava di usare le armi per contrastare Kindred, il quale sta cercando entrambi, dopodiché recupera una serie di armi del Goblin da usare in combattimento. Mangiapeccati usa i poteri di Fenomeno per inseguire Spider-Man e Norman, mentre l'Ordine della Ragnatela pensa di aspettare che Mangiapeccati "purifichi" Norman prima di intervenire. Spider-Man riesce a sconfiggere Mangiapeccati, ma Norman cerca di approfittarne per annegare l'eroe, che viene salvato dall'Ordine delle Ragnatele. Spider-Man identifica Ghost-Spider come una versione alternativa di Gwen Stacy e scopre che Osborn intendeva ucciderla come aveva fatto con l'altra Gwen, reagendo con furia.
In seguito, Mangiapeccati raggiunge Osborn e lo purifica dai suoi peccati con la sua pistola. Norman viene trovato da Kafka e gli rivela di sospettare che Kindred sia Harry Osborn. Kafka porta Osborn nel suo ufficio e lui gli confessa tutti i crimini commessi, oltre che affermare di voler fermare Harry prima che si spinga troppo oltre. Kafka gli suggerisce di chiedere aiuto a qualcuno che Harry sarebbe disposto ad ascoltare, quindi i due convocano Mary Jane, a cui spiegano la situazione. Fingendo con Fisk di non essere stato epurato dal Mangiapeccati, Norman organizza con lui un piano per sbarazzarsi di Kindred. Mary Jane cerca di contrattare con Kindred la propria vita se, in cambio, non ucciderà l'Ordine delle Ragnatele, ma Norman irrompe sulla scena nei panni del Goblin e Fisk fa scattare una trappola. Norman riesce a parlare con Kindred ed esprime rammarico per quello che ha fatto a Harry, proclamando di voler trovare la verità di cui ha parlato. Spider-Man affronta Osborn, facendogli notare come, ogni volta che guarisce temporaneamente dalla sua condizione mentale, qualcuno muore. Dandogli ragione, Norman chiede il suo aiuto per impedire che a Kindred venga fatto del male, ma l'eroe lo colpisce e se ne va.
Si scopre che dopo la Guerra Civile, prima di Peter, anche Norman aveva stretto un patto con Mefisto; a ciò è dovuta la sua discesa nella malvagità, a costo dell'anima originale di Harry.

## Poteri e abilità
Norman Osborn è stato trasformato nel Goblin da una soluzione chimica che ha ideato sulla base di una formula originariamente concepita dal professor Mendel Stromm; il procedimento ha garantito a Osborn forza, velocità, riflessi e resistenza sovrumane, nonché un fattore di guarigione rapida di basso livello e un'intelligenza superiore. In condizioni ottimali, può sollevare fino a 9 tonnellate, dimostrando di avere una forza simile a quella dell'Uomo Ragno. Anche se può essere ferito da oggetti come lame e proiettili, è molto resistente a grandi impatti. Può sforzarsi al massimo per ore prima che le tossine della fatica inizino a debilitarlo. Sebbene meno potente di quello di Wolverine, il suo fattore di guarigione gli ha permesso di sopravvivere dopo essere stato trafitto dal suo aliante, ritrovandosi solo con una vistosa cicatrice. Anche l'agilità, l'equilibrio, la velocità e i riflessi di Norman superano i limiti fisici naturali dell'atleta olimpico più preparato. Oltre a questi vantaggi fisici, il siero ha anche notevolmente migliorato l'intelletto già al di sopra della media di Norman, rendendolo sostanzialmente un genio in genetica, robotica, ingegneria, fisica e chimica. L'effetto collaterale della formula ha portato la sua psiche già instabile a cedere del tutto, in quanto l'ampliamento dei difetti della sua personalità gli provoca pericolosi sbalzi d'umore e allucinazioni. Quando non è affetto da malattie mentali, Norman è anche un abile uomo d'affari e un astuto stratega.
Successivamente, grazie all'anti-siero realizzato da Octavius, la formula del Goblin è stata espulsa dal corpo di Norman, che pertanto ha perso le sue capacità sovrumane. Nella speranza di riottenerle, Osborn si lega al simbionte Carnage per liberarsi dell'anti-siero, perdendo nuovamente le sue facoltà mentali. Ha anche perfezionato la formula per i suoi seguaci, così che possano ottenere le sue abilità mantenendo abbastanza lucidità mentale da seguire i suoi ordini.

### Armi da Goblin
Quando indossa i panni del Goblin, Osborn indossa un costume verde sotto una cotta di maglia antiproiettile con una tunica viola sovrapposta. La sua maschera di gomma ha un filtro antigas incorporato e, come armi tipiche, usa le bombe zucca e i pipistrelli rasoio. Come suggerisce il nome, le bombe a mano hanno l'aspetto di jack-o'-lantern e possono contenere fumogeni, allucinogeni o esplosivi tradizionali, mentre i boomerang a forma di pipistrello hanno lame di rasoi sui bordi e possono tagliare superfici e materiali molto resistenti. Goblin è solito tenere le sue armi in una borsa a tracolla. I guanti dell'uniforme dei Goblin contengono minuscoli conduttori di elettricità, permettendogli di sparare scariche elettriche dalle dita. Alla sua prima apparizione, Osborn usava un manico di scopa meccanico per volare in aria, rimpiazzato in un secondo momento con il suo aliante a forma di pipistrello, che gli permette di volare più velocemente e portare con sé una vasta gamma di armamenti, tra cui missili a ricerca di calore, un erogatore/lanciatore di bombe zucca, una mitragliatrice e lunghe lame taglienti.

### Armi da Iron Patriot
Durante il suo periodo al servizio del governo, Osborn crea l'identità di Iron Patriot, una sorta di unione tra quelle di Iron Man e di Capitan America, per consolidare la sua nuova posizione di apparente eroe. Il suo costume consiste in una versione obsoleta dell'armatura di Iron Man, dipinta con i colori della bandiera americana. L'armatura gli consente una maggiore forza, resistenza, la capacità di volare, di causare esplosioni di impatto magnetico ed è equipaggiata con laser, missili, lanciafiamme e un sistema di comunicazione. Risulta comunque meno potente dell'armatura di Iron Man.

### Poteri da Super-Adattoide
Gli scienziati dell'AIM convertono Osborn in un Super-Adattoide in grado di assorbire qualsiasi potere sovrumano attraverso il contatto fisico. In questo modo, acquista una forza e una resistenza considerevolmente maggiori, riuscendo a sopraffare Luke Cage in uno scontro fisico. Si mostra in grado di levitare e di sconfiggere Visione in un conflitto aereo. Nella sua forma finale, il corpo di Osborn assume le dimensioni di Hulk, oltre che poteri simili ai suoi. Riesce a resistere agli attacchi combinati di tutti i Vendicatori e a guarire molto più rapidamente del normale quando Daisy Johnson gli fa esplodere il cuore. Come Visione, riesce a manipolare la propria densità per diventare intangibile.
Tuttavia, Osborn non possiede alcun controllo sulle sue capacità di Super-Adattoide: assorbe in automatico i poteri di qualsiasi sovrumano con cui entra in contatto fisico, anche inconsapevolmente. Inoltre può assorbire un numero limitato di poteri, altrimenti rischia di sovraccaricare i suoi sistemi. Durante lo scontro con i Vendicatori e i Nuovi Vendicatori, Osborn finisce inavvertitamente per assorbire tutti i loro poteri e tale instabile combinazione causa significativ danni alla chimica del suo corpo, facendolo entrare in coma e perdendo le capacità acquisite.

### Poteri da Red Goblin
Dopo essere stato posseduto dal simbionte Carnage, Osborn ottiene un nuovo costume che abbina all'alias del Red Goblin, simile alla divisa del Goblin ma interamente rossa, con una lunga coda e il respiro fiammeggiante. Sempre sfruttando il simbionte, riesce a creare un aliante e le sue armi distintive. A causa della combinazione del simbionte con la nuova formula del Goblin iniettata nel suo corpo, Osborn è immune alle tradizionali debolezze del simbionte (fuoco e suoni acuti), sebbene il tocco dell'Anti-Venom sia ancora pericoloso per lui. Riesce anche a espandere la sua materia agli altri.

## Caratterizzazione
Norman Osborn presenta diverse debolezze insolite legate alla sua psicosi e alla sua personalità. Soffre di depressione maniacale, ha un pronunciato disturbo narcisistico di personalità in comune con gravi tratti psicopatici antisociali, e, in alcune raffigurazioni, una forma di disturbo dissociativo dell'identità. In alcune delle sue apparizioni, lui e il Goblin sono due personalità separate; il suo lato da Goblin disdegna le sue debolezze umane, mentre Norman Osborn è principalmente motivato dalla sua preoccupazione per Harry. Sebbene lo stress causato dalla salute cagionevole di suo figlio abbia contribuito in primis a provocare la sua trasformazione in Goblin, questo lato apparentemente separato e più compassionevole di Osborn non è più riapparso dopo la sua apparente morte. Norman è un individuo sadico, e mostra una totale mancanza di empatia per la vita di persone innocenti che si frappongono tra lui e i suoi obiettivi. In un'occasione, mentre è in carcere, dà a una guardia un consiglio per apparentemente aiutare la moglie gravemente malata dell'uomo, portando invece la donna ad una morte più rapida e dolorosa. Queste debolezze sono state spesso citate nelle storie che lo caratterizzano e le sfrutta contro i suoi nemici.
Norman è affetto da un grave disturbo maniaco depressivo: quando non è sotto la direzione di uno psichiatra e non assume farmaci, ha pericolosi sbalzi d'umore. All'apice della sua mania, è paranoico, delirante e soffre di allucinazioni visive e uditive, incluso sentire la voce del Goblin e vedere la sua immagine riflessa nello specchio. A causa della sua arroganza, Osborn rifiuta di sottoporsi a cure psichiatriche a meno che non sia costretto; vede la malattia mentale come un'imperfezione, ragion per cui non vuole ammettere di esserne affetto. A un certo punto, parlando con Sentry, Osborn rivela di essere arrivato ad accettare la propria psicopatologia. Quando il Superior Spider-Man lo priva dei suoi poteri, la sanità mentale di Osborn viene apparentemente ripristinata, sebbene la sua personalità rimanga malvagia.
Lo psichiatra Leonard Samson ritiene che Osborn soffra di numerosi disturbi di personalità applicabili a narcisismo maligno che si intrinsecano tra loro, rendendolo uno degli esseri umani più pericolosi del pianeta. Norman ha un complesso di superiorità per il quale che raramente (se non mai) ammette di aver commesso degli errori. Spesso scarica la colpa su altre persone o proclama con arroganza di aver fatto qualcosa meglio di quanto abbia fatto realmente. Esempio di ciò è il suo rapporto con Harry: ancor prima di diventare il Goblin, trascurava spesso il figlio concedendogli lussi materiali piuttosto che supporto emotivo, ma comunque sostiene di essere un buon padre.
Come Goblin, vede le altre persone come creature ottuse al di sotto di lui; sminuisce continuamente gli altri ricordando i loro difetti e fallimenti a confronto dei propri successi. Quando apprende per la prima volta l'identità di Spider-Man, Osborn ritiene che, quando Spider-Man lo ha sconfitto nelle loro battaglie precedenti, nessuna di quelle vittorie andava ritenuta contro di lui direttamente perché Spider-Man aveva solo sconfitto i suoi scagnozzi, o l'eroe era stato salvato dall'intervento di altri esseri sovrumani come la Torcia Umana, in quanto Osborn era sempre fuggito dopo le vittorie dell'Uomo Ragno piuttosto che affrontarlo di persona.
Quando Osborn sopprime la furiosa personalità del Goblin, dimostra di essere altrettanto (se non più) malvagio e crudele: in qualità di direttore di H.A.M.M.E.R., in una circostanza, ordina ai suoi ufficiali di abbattere un aereo civile, solo per verificare se la sua nemica Pepper Potts sia abbastanza potente da salvare i passeggeri. La sua personalità di Goblin cerca continuamente di prendere il controllo, ottenendo il sopravvento definitivo quando Capitan America e Iron Man distruggono la sua armatura di Iron Patriot. Dopo essere curato dalla formula del Goblin, Osborn sostiene di essere tornato sano di mente; ciò nonostante, modifica chirurgicamente i propri connotati per assomigliare alla maschera del folletto e cerca di usare una versione modificata della formula per infettare un intero Paese, così da crearsi un esercito di superumani forti come il Goblin.
Nonostante la sua intelligenza progredita, Norman Osborn è perennemente ossessionato da Spider-Man, dedicando anni al tentativo di rovinare la vita dell'avversario, sia dal punto di vista civile che supereroistico.

## Versioni alternative

### Marvel 2099
In questa versione, il Goblin è un imbroglione che vuole dimostrare che Spider-Man (Miguel O'Hara) sia al soldo di una corporazione; ha un aliante e degli armamenti simili a quelli della versione del 20º secolo, oltre che essere in grado di proiettare illusioni.

### Terra X
In un mondo futuristico, le iniziative imprenditoriali di Osborn hanno praticamente conquistato gli Stati Uniti, tanto che tutti i cittadini dipendono dalle sue imprese nella vita quotidiana. Norman è parzialmente responsabile della morte dei Vendicatori, in quanto li ha inviati in una missione mortale contro il geniale Uomo Assorbente. Successivamente, viene usato come pedina per il Teschio Rosso, fino a quando Spiders-Man non gli fa credere di essere con Gwen Stacy (in realtà il Teschio Rosso), portando alla morte del criminale, che viene spinto una finestra da Teschio Rosso e muore con il collo spezzato quando il suo piede si impiglia in una bandiera. Teschio Rosso, irato, ordina che il corpo di Osborn venga nuovamente buttato dalla finestra, affinché possa schiantarsi al suolo.

### Marvel Noir
Osborn è affetto da una malattia che gli rende la pelle simile a quella di un rettile e per questo ha lavorato in un circo come fenomeno da baraccone, subendo maltrattamenti e umiliazioni che lo portano a maturare l'ambizione di guadagnarsi il rispetto delle persone, mirando a diventare il signore del crimine di New York. Usando una maschera per nascondere il suo vero aspetto, assume il nome di Goblin e mette insieme una squadra di ex artisti circensi composta da Kraven il Cacciatore, Adrian Toomes e il Camaleonte.
Osborn ottiene una certa reputazione come libero professionista tra i politici e gli uomini d'affari di New York, i quali lo assumono per commettere atti illegali come soppressione di proteste pubbliche e omicidi di oppositori. Entra in conflitto con Spider-Man quando invia l'Avvoltoio a uccidere lo zio del vigilante; successivamente, Osborn manda il Camaleonte camuffato da Jameson (rapito da Norman) ad uccidere il giornalista Ben Urich e, sebbene il Camaleonte riesca nel suo intento, subito dopo viene ucciso da Felicia Hardy.
Goblin porta Felicia in uno dei suoi nascondigli e viene raggiunto da Spider-Man, che viene trattenuto a combattere i suoi seguaci mentre Osborn fugge nelle fogne con Hardy. Spider-Man salva Jameson e insegue Norman, scontrandosi con lui finché entrambi vengono smascherati e scoprono il vero aspetto dell'altro. Parker decide di risparmiare Norman, ma Kraven, assalito da un manipolo di ragni, compare all'improvviso e uccide Osborn.

### 1602
In questo universo, ambientato nel 1602, Norman Osborne è un criminale in cerca de "la Fonte" sorvegliata dai nativi dell'isola di Roanoke, così da usarla per ottenere un inimmaginabile potere; per raggiungere il suo obiettivo, Osborn si allea con re Giacomo I d'Inghilterra e cerca di seminare discordia tra i suoi compagni coloni americani e i nativi. Viene però scoperto e arrestato e gli inglesi vengono obbligati a lasciare l'America. 
Successivamente, Osborne viene rilasciato e diventa il capitano del porto di Roanoke. Quando Peter Parquagh e Virginia Dare trovano le prove che Osborne sta complottando nuovamente contro i nativi, Norman uccide Virginia a rivela pubblicamente l'identità di Peter come l'eroe Ragno. Viene condannato a rimpatriare in Inghilterra per essere giustiziato, ma la nave su cui viaggia viene attaccata dal pirata Wilson Fisk e Osborne rimane gravemente ferito. Le sue ferite si infettano e la sua condanna viene annullata in quanto si ritiene che morirà da lì a poco, ma Norman contatta lo scienziato Henri Le Pym per chiedergli aiuto. I tentativi di Le Pym di curarlo trasformano Osborne in una creatura alata dalla pelle verde; Osborne usa i suoi nuovi poteri per attaccare e rapire Parquagh, ma viene ucciso in combattimento dal primo ufficiale di Fisk, Bull's Eye, il quale era a caccia di Peter.

### L'era di Apocalisse
In questa realtà, Norman Osborn, conosciuto come Red, è un terrorista traditore della razza umana, un membro degli Agenti di Apocalisse con Dirigibile, Arcade e Gufo. Viene ucciso con i compagni da Clint Barton e Gwen Stacy.

### Amalgam Comics
In questa continuità, che mescola i personaggi Marvel con quelli della DC Comics, il Goblin è fuso con il supercattivo Due Facce, creando il personaggio Harvey Osborn / Goblin Due Facce; indossa un costume del tutto simile a quello del Goblin, mentre il suo volto ha una metà sfigurata sotto la maschera. Possiede anche un aliante la cui forma ricorda una moneta.

### Terra-812145
Osborn è un folle criminale chiamato il Goblin d'Oro. Viene fermato dagli Exiles dopo che ha iniziato a devastare il suo mondo natale.

### Ghost Goblin
Una versione non identificata di Norman Osborn con poteri simili a quelli di Ghost Rider opera sotto l'alias di Ghost Goblin. Appare come membro dei Signori del Male Multiversali e accompagna Teschio Nero nell'attacco contro Capitan America e Capitan Marvel, finché Star Brand non li scaccia.
Quando Robbie Reyes e Deathlok vengono arrestati dalle forze di Teschio Nero sulla Terra-818, Ghost Goblin si presenta e i due osservano di non aver mai visto un Ghost Rider guidare un'auto. Questo porta Teschio Nero a ordinare a Osborn di uccidere qualsiasi variante di Robbie Reyes che loro riusciranno a catturare.
Insieme ai compagni, Goblin conquista un altro mondo e pianificano di tornare sulla Terra-616, finché Ghost Rider non si presenta e sottomette Teschio Nero e re Killmonger. Goblin combatte contro Ghost Rider, ma viene sconfitto. Deathlok si sacrifica per permettere all'Ant-Man di Terra-818 di scappare e il gruppo giura di uccidere tutti i Vendicatori. I Signori del Male Multiversali tornano sulla Terra-616, dove Ghost Goblin combatte contro Nottolone e il Ghost Rider preistorico. Durante lo scontro, Ghost Goblin viene depotenziato da Ghost Rider e poi ucciso da lui.

### Heroes Reborn
In questa realtà, Osborn opera nei panni di Goblin come arcinemico di Nottolone e ha Deadpool come assistente; ha ucciso il compagno di Nottolone, Falcon, in una dinamica simile all'omicidio di Gwen Stacy nella continuità principale. Goblin organizza una trappola con l'intento di far uccidere Nottolone dalla sua partner Gwen Stacy, esposta al gas del Goblin. L'eroe salva Gwen e risparmia Osborn, il quale si suicida.

### Infinity Wars
Quando l'universo viene piegato su se stesso, Osborn viene fuso con Jack Russell e diventa Goblin by Night: Norman Russell, un umano maledetto che si trasforma in una mostruosa creatura fuori controllo. In questi panni, uccide Ben e May Spector e lascia in fin di vita Peter Spector, il quale viene riportato in vita come l'eroe Arach Knight (una fusione di Spider-Man e Moon Knight). Durante una battaglia con Peter, Norman viene tratto in salvo da suo figlio Harry Russell; mentre quest'ultimo lo sta curando, Norman perde il controllo e morde Harry, trasmettendogli la maledizione. Harry diventa il nuovo Goblin by Night e inizia a usare l'aliante che Peter aveva costruito per lui. Ora libero dalla maledizione, Norman viene perdonato da Peter e inizia a cercare una cura per suo figlio.

### Marvel Fairy Tales
In questa rivisitazione di Cappuccetto Rosso, Osborn appare come uno dei taglialegna al servizio di Jameson con Peter e Flash Thompson. In una rivisitazione di Cenerentola, Norman appare come il crudele guardiano di Peter Parker; le sue armi e armature riportano stemmi che richiamano quelli del Goblin.

### Marvel Zombi
In un mondo dove gran parte dell'umanità è stata tramutata in non-morti, un Goblin zombificato appare con molti altri supercriminali redivivi ad attaccare Galactus. Successivamente, appare con altri criminali non-morti cercando di aggredire Wolverine e Magneto, impegnati a salvare civili dagli zombie. Una versione alternativa di Goblin viene infettata da uno Spider-Man zombificato, quindi prende parte agli zombificati Sinistri Sei per divorare gli amici di Peter. Devastato, lo Zombie Spider-Man elimina lui e gli altri criminali.

### MC2
L'Osborn di questo universo è pressoché identico a quello della linea temporale originale; rapisce la figlia di Peter, Mayday Parker, affidandola alle cure di Allison Mongraine. Quest'ultima, però, si pente, e assieme a Klaine restituisce la bambina ai Parker.
Due anni dopo, Norman cerca di ottenere un immenso potere attraverso il Raduno dei Cinque, ma viene ucciso in un'esplosione mentre combatte Spider-Man; anche l'eroe resta gravemente ferito, perdendo una gamba. May, una volta cresciuta, diventa l'eroe Spider-Girl.
Normie Osborn trova una sosia di May Parker tenuta in rianimazione sospesa tra i possedimenti di suo nonno Norman e si chiede se il criminale abbia conservato la vera May o se si tratti di un clone. Successivamente, a Peter Parker viene fatto il lavaggio del cervello da una seguace del Goblin e viene convinto di essere Norman Osborn. Parker diventa il Dio Goblin e, attraverso esso, la coscienza di Osborn riemerge. Peter, Mayday, il clone di quest'ultima e lo spirito di zia May combattono in un duello psichico la rappresentazione mentale di Norman, il quale viene sconfitto e fa tornare Peter alla normalità.

### Vecchio Logan
Sulla Terra-21923, l'illusione del Goblin di Mysterio combatte Spider-Man durante la battaglia di New York. In questa realtà, il Goblin governa una città in Ohio chiamata Osborn City. Il gruppo capitanato da Danielle Cage arriva nel Paese e il Goblin guida l'Uomo Assorbente, l'Incantatrice, MODOK, Shocker e il Ragazzo Selvaggio ad attaccarli. Viv Vision riesce a uccidere MODOK, mentre Dwight Barrett usa il suo elmo di Ant-Man per evocare uno sciame di insetti che uccidono il Goblin e i suoi complici.

### Saga del Clone
Nella rivisitazione della Saga del Clone di Tom DeFalco, Norman muore nella battaglia contro Spider-Man dopo la morte di Gwen Stacy. Lo Sciacallo medita di clonare Osborn come parte di un complotto per tormentare Ben Reilly e Peter Parker, ma viene ucciso da Klaine prima che possa mettere in atto il piano. Harry Osborn (ancora vivo in questa realtà), ottiene la capsula con cui clonare suo padre. Questa versione di Norman non è mai stata esposta alla formula del Goblin, pertanto è ancora abbastanza sano mentalmente da cercare di dissuadere il folle Harry dal compiere i suoi piani. Alla fine della storia, Norman si sacrifica per salvare i Parker da Harry, che giura vendetta.

### Spider-Man: Life Story
In questa storia, viene presentata una continuità alternativa in cui i personaggi invecchiano in contemporanea alla pubblicazione delle storie, dal debutto di Spider-Man nel 1962. Nel 1966, Osborn perde i suoi ricordi come Goblin dopo aver combattuto Spider-Man. Temendo Norman che possa riacquistare la memoria e rivelare la sua identità segreta o ferire qualcun altro, Peter fa una soffiata alla polizia per farlo arrestare.
Nel 1977 Norman, ancora in carcere, convince Harry a vestire i panni del Black Goblin per rubare il "Gemini Project" da Miles Warren, che si rivela essere un clone di Norman. Harry scopre che Miles ha clonato anche Peter e Gwen Stacy e deduce che Norman abbia clonato Peter perché lo considera il suo erede più degno, a discapito dello stesso Harry. Parker convince Harry che è stato manipolato da suo padre, quindi uccide tutti i cloni tranne quello di Peter. Tuttavia, Miles rivela che la Gwen in rianimazione sospesa non era un clone, ma l'originale.
Norman viene rilasciato di prigione e finge di essere preda della vecchiaia per scomparire dal pubblico. Nel 1995, Osborn rivela l'identità segreta di Spider-Man e le informazioni su Ben Reilly al dottor Octopus, il quale li rapisce e minaccia Harry di usare la tecnologia Oscorp per studiare un modo per clonare se stesso. Nel mentre, intuisce che Peter potrebbe essere il clone, mentre Reilly l'originale. Nello scontro che ne segue, Octopus uccide Harry dopo aver tentato di assassinare Peter e Ben. Parker permette a Reilly di sostituirlo nella sua vita, dopodiché rintraccia Osborn nel New Jersey con l'aiuto di Jessica Jones. Peter rivela di aver tenuto d'occhio Norman dopo il suo rilascio e di sapere che ha orchestrato tutto per indurre Parker a credere di essere un clone. Dopo aver appreso della morte di Harry, Norman accusa Peter dell'accaduto e cerca di ucciderlo, salvo venir stroncato da un attacco di cuore.

### Spider-Man: Unlimited
Viene descritto il primo incontro tra Goblin e Spider-Man e il loro salvataggio di diversi bestiali prigionieri di Venom e Carnage. Successivamente, il Goblin aiuta Spider-Man a cercare nelle fogne delle persone disperse che sono state rapite da una creatura simile ad un polpo. La combattono e vengono portati in un luogo chiamato "Paradiso" dove sono vengono presi in ostaggio dagli abitanti di un villaggio, salvo essere salvati da una versione Contro-Terra di Gwen Stacy che vive lì.

### Ragnoverso
In tale arco narrativo, appaiono diverse versioni del Goblin:
- Terra-803: Osborn, come Goblin, è alla guida di una versione dei Sinistri Sei. Combattono Lady Spider e sono costretti a ritirarsi quando vengono sconfitti, ma riescono a rubare i piani del sindaco.[185]
- Terra-21205: Goblin viene ucciso da Peter Parker in un impeto di rabbia dopo la morte di Gwen Stacy. Il trauma dell'accaduto porta l'eroe a vestire i panni del Goblin.[186]
- Terra-138: Norman "Ozzy" Osborn è il presidente dell'America e intende spazzare via lo Spider-Man Anarchico e il suo esercito. È a capo della compagnia Oscorp, che ha creato una rete organica neurosensibile chiamata VENOM, sfruttata dal dipartimento dei Thunderbolt, dalla polizia e dai vigili del fuoco sotto il suo regine. Spider-Punk sconfigge sia Osborn che i Thunderbolt durante uno scontro.[187]
- Terra-3145: In questo universo il Goblin si chiama Emerald Elf e Spider-Man è Ben Parker, dopo che Osborn ha ucciso la sua famiglia. Viene presumibilmente ucciso quando il dottor Octopus causa un'apocalisse nucleare.[188]
- Tra le altre versioni del Goblin che appaiono ce n'è uno che fa parte dei Segugi di Verna.[188] Vengono uccisi da Assassin Spider-Man, Superior Spider-Man e da Spider- Punk.

#### Ragnogeddon
Il Norman Osborn di Terra-44145 è una versione a sei braccia di Spider-Man e ha ucciso Peter Parker, mentre Harry ha preso possesso dell'armatura Kobold. Durante un combattimento tra i due Osborn, Harry colpisce il Cubo Cosmico e dà accidentalmente al padre l'accesso al multiverso. Norman è tra le persone dotate di potere di ragno che entrano a far parte della squadra di Superior Spider-Man, il gruppo che salva Miles Morales dagli Eredi. Norman collabora segretamente con lo Spider-Man della Terra-11580 per mantenere gli Eredi sulla Terra-616 e, insieme a Spiders-Man, distrugge la Rete della Vita, per poi impossessarsene di un pezzo. Riappare in seguito sulla Terra-616 con Spiders-Man, pianificando la sua vendetta: si impossessa di un ostaggio e tenta di costringere Otto Octavius a mostrare la sua vera natura, intimandogli di uccidere tre civili, oppure lui assassinerà un ragazzo salvato in precedenza da Octavius. Per evitare che ciò accada, Octavius stringe un patto con Mefisto per essere restituito al suo corpo e alla sua personalità originali, così da diventare abbastanza spietato da fermare i piani di Osborn. Una volta tornato al suo vecchio sé, il Dottor Octopus riporta Osborn nel suo mondo.
Con il ritorno degli eredi, il dispositivo di Spider-Gwen per viaggiare attraverso il multiverso viene distrutto da Verna, e Spider-Gwen rimane bloccata in un universo alternativo, nel quale Peter e Gwen lavorano alla Oscorp. Cercando una cura per una grave malattia, Peter ha compiuto esperimenti con veleno di ragno e uno degli aracnidi ha morso Harry che quindi è diventato lo Spider-Man di quell'universo.
Sulla Terra-11580, un'altra versione del Goblin appare insieme a Hobgoblin, Demogoblin e Jack O'Lantern durante la Nottata del Goblin.Sotto gli ordini della Regina dei Goblin, cercano di uccidere Gwen Stacy, ma Spiders-Man li sconfigge.

### Ultimate Marvel
In questo universo, Norman è un industriale e scienziato corrotto intento a cercare di perfezionare il farmaco del super-soldato per lo S.H.I.E.L.D. La sua ossessione lo porta a essere abbandonato dalla moglie Martha Osborn e dal figlio Harry. Quando un ragno iniettato di OZ morde Peter Parker conferendogli abilità straordinarie, Norman ipotizza che l'OZ combinato con il proprio DNA possa potenziarlo ulteriormente. L'esperimento va male e Norman si trasforma in un essere mostruoso e grottesco dall'aspetto di un goblin. Oltre ai suoi classici poteri di maggior forza e resistenza, è anche in grado di lanciare sfere di fuoco.

### What If...?
Diverse versioni di Osborn appaiono nelle realtà alternative di What If...?:
- Nella storia "E se Spider-Man avesse salvato Gwen Stacy", Spider-Man riesce a salvare Gwen e Osborn, sopravvissuto a sua volta allo scontro con l'eroe, fa trapelare la vera identità dell'eroe pubblicamente.[201]
- Nella storia "E se Capitan America avesse guidato tutti gli eroi contro l'Atto di Registrazione dei Superumani", Goblin è tra i criminali che attaccano gli eroi, ma viene sconfitto dalla squadra di Capitan America e da un esercito di cloni di Thor.[202]
- In una realtà alternativa, Osborn manipola un esercito di criminali per ottenere le Gemme dell'Infinito e le usa per sconfiggere quasi tutti gli eroi, oltre che torturare Spider-Man intrappolandolo in un loop temporale nel quale è costretto ad assistere ripetutamente alla morte di Gwen. Norman riporta in vita il padre abusivo e gli mostra quello che ha fatto, ma il genitore lo sminuisce nuovamente dandogli del tiranno, finché Norman non usa le Gemme per fargli cambiare opinione. Thanos uccide gli Oscuri Vendicatori e deride Osborn per il fatto che le sue azioni siano dettate solo dal desiderio di ottenere l'approvazione del padre; Osborn lo distrugge, poi cancella suo padre dall'esistenza in un impeto di rabbia, venendo automaticamente eliminato a sua volta.[203]

### What The--?!
In un universo alternativo dove il maiale Peter-Porker combatte il crimine come Spider-Ham, il suo acerrimo nemico è il tacchino Norman Osborn, che agisce nei panni del Green Gobbler.

## Altri media

### Televisione

#### Serie animate
Goblin è apparso in quasi tutte le serie animate dedicate all'Uomo Ragno:
- L'Uomo Ragno (1967): In questa versione si occupa prevalentemente di crimini soprannaturali, e in un'occasione si allea con Electro e l'Avvoltoio agli ordini del dottor Nessuno, decisi a sconfiggere l'Uomo Ragno. In Italia viene chiamato "Goblin il Maligno".
- L'Uomo Ragno (1981): appare nel decimo episodio, dove è vittima di amnesia. In seguito ad un incidente in treno recupera la memoria e cerca di rovinare J. Jonah Jameson (per la sua campagna che lo privò delle misure di sicurezza nella sua industria, facendolo esporre all'esplosione del siero potenziante e ciò portò la sua industria alla rovina) ma anche per rendere pubblica la vera identità dell'Uomo Ragno (avendo già scoperto che è Peter Parker e uno scontro successivo gli fece perdere questi ricordi), per poi perdere nuovamente la memoria.
- L'Uomo Ragno e i suoi fantastici amici (1981): appare nel primo episodio (Il trionfo del Folletto Verde), ma con una storia leggermente modificata, in quanto Norman si trasforma fisicamente in Goblin ed il suo scopo è quello di versare la formula nell'acquedotto di New York e di rendere tutti gli abitanti uguali a lui.
- Spider-Man - L'Uomo Ragno (1994): in questa versione Norman appare fin dalla prima stagione, ma diventa Green Goblin solo in seguito, ed è l’antagonista secondario della serie animata. Si presenta come una doppia personalità di Osborn, nata in seguito all'incidente, che incoraggia Norman a punire chi gli ha rovinato la vita.
- Spider-Man Unlimited (1999): Appare una versione buona del Goblin, incontrata dall'Uomo Ragno sul pianeta Contro-Terra.
- The Spectacular Spider-Man (2008): In questa versione è uno dei due antagonisti principali della serie animata. Viene presentato come un sociopatico e spietato uomo d'affari, chimico di talento, inventore e capo dell'industria OsCorp. Inizialmente finanziato da Big Man (Tombstone), Norman conduce esperimenti illegali per creare supercriminali per distrarre o eliminare Spider-Man. Dopo essere stato esposto a una sostanza chimica potenziante sperimentale e rubando diverse invenzioni della sua industria, diventa Green Goblin con il desiderio di diventare il re del crimine di New York. Spesso esprime disapprovazione o trascura suo figlio Harry per non essere stato ammesso allo stage all'Empire State University. Alla fine della seconda stagione, Norman finge la propria morte dopo che Spidey e Harry hanno scoperto la verità su di lui.
- Ultimate Spider-Man (2012): In questa versione appare come un cinico e avido miliardario che cerca di sfruttare i poteri di Spider-Man per i suoi scopi. Si trasforma nel Goblin a causa del Dottor Octopus, similmente alla sua versione Ultimate, ma possiede gli armamenti della versione classica. Dopo essere ritornato normale, interrompe i suoi complotti verso Spider-Man e in seguito crea un'armatura simile a quella di Iron Man, vestendo i panni di Iron Patriot.
- Spider-Man (2017)
- Spidey e i suoi fantastici amici (2021)
- Il vostro amichevole Spider-Man di quartiere (2025): Questa versione di Norman sembra avere discendenze afroamericane, in quanto lui ed Harry hanno una pelle visibilmente più scura. È uno stimato scienziato e imprenditore della Oscorp, amico del generale Thunderbolt Ross e ha molte conoscenze di personalità come Capitan America (una loro foto campeggia fuori dal suo ufficio) e Iron Man, mentre in precedenza aveva alle sue dipendenze Otto Octavius, da lui allontanato a causa di estreme divergenze sulle metodologie scientifiche. Essendo la serie una derivata del MCU cinematografico, alcuni eventi menzionati sono gli stessi delle pellicole, mentre altri sono lievemente diversi: in questa serie prende il posto di Tony Stark come mentore di Peter (il loro primo incontro è costruito infatti uguale a quello visto con Stark in Captain America: Civil War), scoprendo la vera identità come Spider-Man e offrendogli un tirocinio assieme ad altri studenti dotati presso la sua azienda, impedendo quindi al giovane di partecipare alla Civil War. Si impone di aiutare Peter a diventare un eroe migliore, fornendo alla registrazione ai supereroi una identità fittizia-quella di un suo guardiano alla Oscorp-, attrezzature all'avanguardia per costumi ed indagini e studiare i suoi poteri. Nonostante mostri un sincero interesse verso la carriera di Peter-tanto da affiancargli come aiutante suo figlio Harry, che ha scoperto il segreto casualmente-ha anche una attitudine spietata orientata agli affari, tanto da far dubitare il giovane sulle sue motivazioni nella lotta al crimine dopo il primo incontro con Mac Gargan-Lo Scorpione, e nasconde diversi segreti sulle sue attività. Progetta infatti di creare una legione di Spider-Men usando il sangue di Peter da vendere al governo creando un ragno radioattivo, e usa i geniali tirocinanti per creare un prototipo di portale spazio-dimensionale che nel finale di stagione rischia di aprire la breccia ad una specie aliena dalle fattezze aracnidi. Solo l'arrivo di Dottor Strange con la Gemma del Tempo salva la situazione, in quanto il ragno che avrebbe dovuto trasmettere i poteri di Spider-Man viene inviato nel passato e finisce per mordere lo stesso Peter davanti alla scuola Midtown negli eventi del primo episodio della serie, mentre l'alieno con l'aiuto di Spider-Man viene rimandato indietro e il portale richiuso, causando una crisi alla Oscorp. Tra i vari progetti vi è anche un prototipo di Aliante a razzo-riferimento alla sua possibile identità di Green Goblin-che invia come soccorso a Spider-Man dopo il primo incontro con Mac Gargan.

#### Altre apparizioni
- Il personaggio appare anche in un cameo, e in qualche episodio nelle serie animate:
  - Disk Wars: Avengers (2014).
  - Future Avengers (2017).
  - Marvel Super Hero Adventures (2017).

### Cinema

#### Trilogia di Sam Raimi
- Norman Osborn, intrepretato da Willem Dafoe, è l'antagonista principale del film Spider-Man (2002). Viene presentato come il capo della Oscorp, un'azienda dedita alla produzione di armi con tecnologia avanzata. Inoltre, è il padre di Harry Osborn, amico intimo di Peter Parker. È uno scienziato e uomo d'affari che dà la priorità al lavoro e al successo sopra ogni altra cosa e, nonostante si prenda sinceramente cura di suo figlio Harry, ha una relazione tesa con lui e spesso lo trascura a favore del suo migliore amico, Peter Parker. Quando la sua azienda, la Oscorp, deve affrontare difficoltà finanziarie che mettono Osborn sotto grande pressione, Norman testa su sé stesso un siero instabile per il miglioramento delle prestazioni fisiche e mentali, che gli conferiscono poteri superumani ma lo portano anche a sviluppare una doppia personalità folle e violenta. Ritenendosi un essere superiore, Osborn assume l'alias del Goblin mascherandosi con un costume corazzato dalle fattezze di un folletto verde, che sfrutta per vendicarsi di tutti i torti subiti dalla sua controparte civile. Interessatosi all'apparizione del supereroe Spider-Man, Norman gli propone un'alleanza per dominare la città, che l'Uomo Ragno rifiuta; in seguito a ciò, Osborn si pone l'obiettivo di distruggerlo. Una volta appreso che Spider-Man è Parker, Norman inizia ad attaccare le persone vicine a lui, mandando sua zia May in ospedale e rapendo la sua ragazza amata, Mary Jane Watson, cercando di costringere Spider-Man se salvare lei o una funivia piena di bambini. Peter riesce a salvare entrambi e, durante lo scontro finale con Goblin, quest'ultimo rimane impalato con il suo stesso aliante in ultimo tentativo di uccidere Parker. Prima di morire, Norman supplica Peter di non dirlo a suo figlio Harry.
- Osborn riappare in brevi camei nei due film successivi, Spider-Man 2 (2004) e Spider-Man 3 (2007), come allucinazione di Harry. Quest'ultimo accusa Spider-Man della morte del genitore, non sapendo la strada folle e criminale presa da Norman prima di morire, e vuole vendicarsi. Dopo aver scoperto che Peter è Spider-Man e aver trovato l'arsenale del Goblin del padre, Harry assume i panni del nuovo Goblin per cercare di uccidere Peter, finché non viene a sapere dal maggiordomo di famiglia le circostanze della morte di Norman.

#### The Amazing Spider-Man
- Norman Osborn ha una parte minore nella duologia di film The Amazing Spider-Man; nel primo film, viene menzionato come l'amministratore delegato e fondatore della Oscorp Tower, affetto di una malattia terminale non meglio specificata. Per evitare di morire, assunse Richard Parker e Curt Connors su una possibile cura.
- Osborn appare ufficialmente nel secondo film (The Amazing Spider-Man 2 - Il potere di Electro), in cui è interpretato da Chris Cooper. Anche se spesso si comportava in modo gentile e calmo con gli altri, in realtà era molto ambizioso, egoista e corrotto poiché era disposto ad usare le ricerche di Richard (all'insaputa di quest'ultimo) per paesi stranieri, quindi era ansioso di tradire il proprio paese per profitto. Dopo che Richard capì che Norman voleva produrre armi biologiche, lui e la moglie Mary tentarono di lasciare il paese per nascondersi. Tuttavia Norman mandò Gustav Fiers (un rappresentante della Oscorp e un assassino) ad assassinarli entrambi sul loro aereo. Inoltre, dopo la morte di Richard e Mary, Norman falsificò volontariamente le prove contro Richard per screditarlo. All'inizio del film muore a causa della malattia genetica che lo affligge e che è trasmessa al figlio Harry. In questo film, la malattia si rivela essere l'immaginaria "iperplasia retrovirale", una malattia genetica che affligge gli Osborn da generazioni. Dopo la morte di Norman, il ritornato Harry viene nominato amministratore delegato e, nel tentativo estremo di curarsi, diventa Goblin a causa di un siero mai sperimentato sull'uomo e giura vendetta su Peter Parker dopo aver realizzato la sua identità segreta e che ha rifiutato una trasfusione di sangue che pensava potesse salvarlo, causando inavvertitamente la morte di Gwen Stacy di fronte a Parker.

#### Marvel Cinematic Universe
- Il Goblin di Dafoe riappare nel film Spider-Man: No Way Home (2021), appositamente ringiovanito digitalmente. A causa di un incantesimo andato storto del Dottor Strange, Norman viene teletrasportato dal suo universo a quello del MCU, assieme ad altri supercriminali del multiverso che conoscono la vera identità di Spider-Man (il Dottor Octopus e Sandman dal medesimo mondo di Osborn e Lizard ed Electro dall'universo di The Amazing Spider-Man). Osborn riesce apparentemente a liberarsi del suo alter-ego malvagio e, spaesato, va a cercare aiuto dai May e Peter Parker di quell'universo. Scoprendo che, nei rispettivi universi, tutti i criminali sarebbero destinati a morire combattendo contro Spider-Man, Peter decide di aiutarli facendoli guarire dalla loro condizione fisica prima di rimandarli a casa. Riesce con successo a curare Octavius, ma la personalità del Goblin riprende il controllo e convince Electro e Lizard a usare i loro poteri per ottenere il controllo di quel mondo; nello scontro che ne segue, il criminale Osborn uccide May. Peter si allea con gli Spider-Man degli universi dei vari criminali e ne segue uno scontro sulla Statua della Libertà, durante il quale Norman cerca di uccidere MJ, la ragazza di Peter in quell'universo. A sua volta, Parker cerca di uccidere Norman, venendo dissuaso dallo Spider-Man dell'universo di Norman; sebbene il criminale ferisca gravemente l'eroe, il Peter del MCU sceglie di curarlo, subito prima che Osborn venga riportato al suo universo da Strange.
- La nuova versione di Norman Osborn appare nella terza serie animata dell'MCU Il vostro amichevole Spider-Man di quartiere (2025).

### Videogiochi
Il personaggio è apparso in vari videogiochi:
- Spider-Man (1982 - Atari 2600)
- Spider-Man (1995 - Mega Drive, Super Nintendo)
- Spider-Man (2000 - Game Boy Color, PlayStation, Nintendo 64, Dreamcast, Mac, PC)
- Spider-Man (2002 - PC, PlayStation 2, Xbox, GameCube)
- Ultimate Spider-Man (2005 - GameCube, PlayStation 2, PC, Xbox, Game Boy Advance, Nintendo DS, Telefono cellulare)
- Marvel: La Grande Alleanza (2006) - (PC, Wii, Xbox, Xbox 360, PlayStation 2, PlayStation 3, PSP, Game Boy Advance, Nintendo DS)
- Spider-Man: Battle For New York (2006 - Game Boy Advance, Nintendo DS)
- Spider-Man: Amici o nemici (2007 - PC, Wii, Xbox 360, Nintendo DS, PSP, PlayStation 2)
- Spider-Man: Il regno delle ombre (2008 - PC, Wii, Xbox 360, PlayStation 2, PlayStation 3, PSP, Nintendo DS)
- Marvel: La Grande Alleanza 2 (2009 - Wii, Xbox 360, PlayStation 2, PlayStation 3, PSP, Nintendo DS)
- Spider-Man: Shattered Dimensions (2010 - Wii, Xbox 360, PlayStation 3, Nintendo DS)
- Lego Marvel Super Heroes (2013 - Microsoft Windows, PlayStation 4, PlayStation 3, PlayStation Vita, Xbox One, Xbox 360, Wii U, macOS, Nintendo DS, Nintendo 3DS, Android, iOS)
- Marvel: Sfida dei campioni (2014 - iOS, Android. In questo videogioco Norman appare sia nelle vesti di Iron Patriot che in due versioni di Goblin: quella classica e quella del Goblin Rosso.)
- Disney Infinity 2.0 - Marvel Super Heroes (2014 - Xbox 360, PlayStation 3, Microsoft Windows)
- LittleBigPlanet (costume per DLC)
- Spider-Man (2018 - PlayStation 4. In questo videogioco Norman Osborn è il sindaco di New York, ma non si trasforma mai nel Goblin.)
- Marvel: La Grande Alleanza 3: L'Ordine Nero (2019 - Nintendo Switch)

È inoltre menzionato in Spider-Man 3 (2007 - PC, Wii, PlayStation 2, PlayStation 3, Game Boy Advance, PSP, Xbox 360, televisione, telefono cellulare, Nintendo DS).

## Impatto culturale

### Popolarità e risposta critica
Il giornalista e storico di fumetti Mike Conroy scrive del personaggio: "Di tutti i cattivi in costume che hanno afflitto Spider-Man nel corso degli anni, il più folle e terrificante di tutti è il Goblin". 
Il Goblin di Osborn è apparso in diverse classifiche:
- IGN ha classificato Norman come il tredicesimo più grande cattivo dei fumetti di tutti i tempi; è il settimo criminale della Marvel Comics più in alto della lista. Si è fatto riferimento ad alcuni dei suoi ruoli più importanti in storie come La notte in cui morì Gwen Stacy e Dark Reign, elogiando la sua rappresentazione in quest'ultima per il modo in cui si è evoluto come cattivo oltre il ruolo del Goblin.[205] Nel 2014, la rivista ha posto Osborn al tredicesimo posto nella lista dei più grandi supercriminali della Marvel Comics, affermando che "nessun cattivo ha preso così tanto da Peter Parker, o ha lasciato un impatto così duraturo sulla sua vita".[206] Osborn è stato anche classificato al ventiquattresimo posto nella lista dei 100 migliori cattivi nel 2016: è il terzo supercriminale della Marvel Comics più in alto, dopo Magneto e il Dottor Destino, e il quinto supercriminale dei fumetti più in alto dopo i cattivi della DC Comics Joker e Lex Luthor.[207] Nel 2014, è stato classificato come il secondo più grande cattivo di Spider-Man, dopo il Dottor Octopus.[208] La sua rivalità con Spider-Man è stata inserita al secondo posto tra quelle eroi-cattivi dei fumetti.
- Wizard ha classificato il Goblin di Norman come il diciannovesimo più grande cattivo di tutti i tempi; gli unici altri personaggi Marvel Comics in cima alla lista sono Galactus, Magneto e il Dottor Destino.[209] Lo ha anche messo al ventottesimo posto nella lista dei migliori personaggi dei fumetti, ed è il quinto supercriminale più in alto dopo il Dottor Destino, Magneto, Joker e Luthor.[210]
- Newsarama ha collocato il Goblin al secondo posto nella lista dei più grandi nemici di Spider-Man di tutti i tempi nel 2017, dietro al Dottor Octopus.[211]
- CollegeHumor lo ha classificato come il quattordicesimo più grande cattivo dei fumetti di tutti i tempi.[212]
- Complex lo ha inserito al settimo posto tra i 100 più grandi cattivi dei fumetti di tutti i tempi.[213]
- WhatCulture lo ha definito il diciassettesimo più grande cattivo dei fumetti di tutti i tempi.[214]
- Screen Rant ha classificato Osborn al secondo posto nella lista dei migliori cattivi di Spider-Man.[215] Nel 2022, ha inserito il Red Goblin nella lista dei 10 cattivi più potenti della Marvel Comics[216] e il Goblin al terzo posto nella medesima classifica.[216]
- Comicbook.com ha messo il debutto del personaggio al terzo posto tra i migliori esordi di un super cattivo di Spider-Man.[217]
- GamesRadar lo ha inserito al terzo posto nella top 50 dei più grandi cattivi di Spider-Man.[218]
- ComicsAlliance lo ha classificato al primo posto tra più grandi avversari di Spider-Man.[219]
- Nel 2020, CBR.com ha incluso il Red Goblin nella lista dei migliori nuovi cattivi del secolo.[220] Ha anche classificato Norman Osborn al primo posto tra i migliori cattivi di Spider-Man[221] e, nel 2022, ha inserito il Goblin al secondo posto nella lista dei dieci cattivi più violenti di Spider-Man.[222]

La performance di Willem Dafoe in Spider-Man è stata elogiata dalla critica e dal pubblico, con Dafoe stesso che ha definito il ruolo una delle sue parti preferite da interpretare, essendosi particolarmente divertito a interpretare il personaggio sconvolto a causa della sua doppia personalità e del suo equilibrio tra una performance drammatica e comica.
Un recensore del New York Daily News sentiva che Dafoe aveva messo "lo spavento nell'arci-criminale" e Peter Bradshaw di The Guardian che lo considerava "un forte sostegno". Tuttavia, il costume verde di Goblin usato nel primo film è stato accolto con una risposta mista, con Richard George di IGN commentare gli anni più tardi: "Non stiamo dicendo che il costume di fumetti è esattamente elettrizzante, ma l'armatura del Goblin (l'elmo in particolare) di Spider-Man è quasi comicamente brutta... Non solo non è spaventosa, ma proibisce l'espressione."
Brett Price di Lantern ha scritto che Dafoe era "su un altro livello" in No Way Home e non avere la sua maschera lo rendeva ancora più intimidatorio di quanto non fosse nel film del 2002. Peter Travers di Good Morning America e Jade King di The Gamer hanno elogiato Dafoe e Alfred Molina, con King che ha affermato che i due "hanno rubato la scena come Green Goblin e Doc Ock" e ha descritto le loro apparizioni come brillanti. Amelia Emberwing di IGN ha elogiato le performance di Dafoe, Molina e Foxx in No Way Home, mentre Bilge Ebiri di Vulture ha detto che Dafoe "ancora una volta si diverte modestamente con il sé diviso del suo personaggio".